# Maria Ludwika De Angelis
Maria Ludwika De Angelis, właśc. wł. Antonina De Angelis (ur. 24 października 1880 w San Gregorio k. L’Aquila we Włoszech, zm. 25 lutego 1962 w  La Plata w Argentynie) – włoska zakonnica i misjonarka, błogosławiona Kościoła rzymskokatolickiego.
Urodziła się w małej wiosce San Gregorio jako pierwsza z ośmiorga dzieci swoich rodziców. 14 listopada 1904 roku wstąpiła do zgromadzenia Córek Matki Bożej Miłosierdzia, gdzie przyjęła imiona Maria Ludwika. Pierwsza lata spędziła w miejscowości Riviera Ligure.
Pod koniec roku 1907 wysłano ją z misją do Argentyny. Tam rozpoczęła pracę w La Plata w szpitalu dziecięcym, najpierw jako kucharka, następnie jako przełożona wspólnoty i jej administratorka. Założyła sanatorium dla dzieci w Mar del Plata i ośrodek duszpasterski w City Bell.
Zmarła 25 lutego 1962 roku w opinii świętości.
Została beatyfikowana przez papieża Jana Pawła II w dniu 3 października 2004 roku.